# نهائي الدوري الأسترالي لكرة القدم 2025
نهائي دوري الدرجة الأولى الأسترالي 2025، المعروف رسميًا باسم نهائي إيسوزو يو تي إي ، هي مباراة كرة قدم أقيمت بين الغريمين المحليين ملبورن سيتي وملبورن فيكتوري في 31 مايو 2025 على ملعب ملبورن المستطيل المشترك. حددت هذه المباراة بطل دوري الدرجة الأولى الأسترالي لموسم 2024–25، مثّل هذا النهائي النسخة العشرين من نهائيات الدوري.

## الخلفية
خاض نادي ملبورن سيتي نهائي دوري الدرجة الأولى الأسترالي لأول مرة منذ عام 2023، عندما خسر بنتيجة 6–1 أمام نادي سنترال كوست مارينرز. وكان هذا النهائي الخامس في تاريخه، وجاءت جميع مشاركاته في النهائي منذ عام 2020. تُوِّج بلقبه الأول في عام 2021 عقب فوزه على نادي سيدني، وذلك بعد أن خسر أمامه في نهائي 2020. كما تُوِّج ملبورن سيتي بلقب الدوري المنتظم (Premiers) ثلاث مرات في مواسم 2020–21، 2021–22، و2022–23، وأنهى موسم 2024–25 في المركز الثاني في جدول الدوري الاعتيادي أما ملبورن فيكتوري، فقد بلغ نهائي الدوري الأسترالي الدرجة الأولى للموسم الثاني على التوالي، وذلك للمرة الأولى في تاريخه، بعد خسارته نهائي 2024 أمام سنترال كوست مارينرز. وكان هذا النهائي الثامن في تاريخ ملبورن فيكتوري في نهائي الدوري الأسترالي الدرجة الأولى، حيث أحرز لقبه الأخير في نهائي 2018 أمام نيوكاسل جيتس. كما تُوِّج لاحقًا بلقب كأس أستراليا في عام 2021. وكان هذا أول نهائي يخوضه المدرب آرثر دايلز كمدرب رئيسي، بعد أن عمل مساعدًا للمدرب في نهائي 2024. وأنهى ملبورن فيكتوري موسم 2024–25 الاعتيادي في المركز الخامس، ليصبح أول فريق يتأهل إلى النهائي بالرغم من إنهائه الموسم خارج المراكز الأربعة الأولى.
كانت هذه المباراة النسخة الـ49 من ديربي ملبورن، لكنها المرة الأولى التي تُقام فيها في نهائي دوري الدرجة الأولى الأسترالي.

## الطريق إلى النهائي

### النهائيات السابقة
يشمل الجدول التالي النهائيات حتى عام 2004 ضمن دوري كرة القدم الوطني، ومنذ عام 2006 ضمن دوري الدرجة الأولى الأسترالي.
| الفريق              | عدد المشاركات السابقة في النهائي (بالخط العريض يُشير إلى الفوز) |
| ------------------- | -------------------------------------------------------------- |
| نادي ملبورن سيتي    | 4 (2020، 2021، 2022، 2023)                                     |
| نادي ملبورن فيكتوري | 7 (2007، 2009، 2010، 2015، 2017، 2018، 2024)                   |

## مباراة

### الملخص
عقب انتهاء الموسم الاعتيادي، أُقيمت سلسلة النهائيات التي امتدت لأربعة أسابيع لتحديد بطل الدوري الأسترالي. تأهل الفريقان صاحبا المركزين الأول والثاني مباشرة إلى نصف النهائي، في حين خاضت الفرق التي احتلت المراكز من الثالث إلى السادس مباريات إقصائية؛ حيث استضاف صاحبا المركزين الثالث والرابع فريقي المركزين السادس والخامس على التوالي. يتأهل الفائزون إلى نصف النهائي الذي يُقام بنظام مباراتي ذهاب وإياب، حيث طُبّق هذا النظام لأول مرة في موسم 2021–22، مع إقامة مباراة الذهاب على ملعب الفريق صاحب الترتيب الأدنى . تُجمع نتائج مباراتي الذهاب والعودة لتحديد الفريق المتأهل إلى النهائي. في حال تعادل مجموع النتيجتين، تُلعب مباراة الإياب وقتًا إضافيًا، وإذا استمر التعادل تُجرى ركلات ترجيح لتحديد الفائز . لا يُطبَّق قانون أفضلية الأهداف خارج الأرض في الدور نصف النهائي. يُقام النهائي على ملعب الفريق الذي حصل على ترتيب أعلى في الموسم النظامي.
| ملبورن سيتي | ملبورن سيتي | ملبورن سيتي | ملبورن سيتي | الدور           | ملبورن فيكتوري | ملبورن فيكتوري | ملبورن فيكتوري | ملبورن فيكتوري |
| --- | --- | --- | --- | --------------- | --- | --- | --- | --- |
| دوري أ-ليغ موسم 2024–25 المركز الثاني # الفريق نقاط 1 ويسترن يونايتد 47 2 غرب سيدني 46 3 انتصار ملبورن 43 4 أديلايد يونايتد. 38 5 نادي سيدني لكرة القدم 37 | دوري أ-ليغ موسم 2024–25 المركز الثاني # الفريق نقاط 1 ويسترن يونايتد 47 2 غرب سيدني 46 3 انتصار ملبورن 43 4 أديلايد يونايتد. 38 5 نادي سيدني لكرة القدم 37 | دوري أ-ليغ موسم 2024–25 المركز الثاني # الفريق نقاط 1 ويسترن يونايتد 47 2 غرب سيدني 46 3 انتصار ملبورن 43 4 أديلايد يونايتد. 38 5 نادي سيدني لكرة القدم 37 | دوري أ-ليغ موسم 2024–25 المركز الثاني # الفريق نقاط 1 ويسترن يونايتد 47 2 غرب سيدني 46 3 انتصار ملبورن 43 4 أديلايد يونايتد. 38 5 نادي سيدني لكرة القدم 37 | الموسم النظامي  | دوري أ-ليغ موسم 2024–25 المركز الخامس1 نادي أوكلاند 26 53 2 مدينة ملبورن (ج) 26 48 3 ويسترن يونايتد 26 47 4 غرب سيدني واندررز 26 46 5 انتصار ملبورن 26 43 | دوري أ-ليغ موسم 2024–25 المركز الخامس1 نادي أوكلاند 26 53 2 مدينة ملبورن (ج) 26 48 3 ويسترن يونايتد 26 47 4 غرب سيدني واندررز 26 46 5 انتصار ملبورن 26 43 | دوري أ-ليغ موسم 2024–25 المركز الخامس1 نادي أوكلاند 26 53 2 مدينة ملبورن (ج) 26 48 3 ويسترن يونايتد 26 47 4 غرب سيدني واندررز 26 46 5 انتصار ملبورن 26 43 | دوري أ-ليغ موسم 2024–25 المركز الخامس1 نادي أوكلاند 26 53 2 مدينة ملبورن (ج) 26 48 3 ويسترن يونايتد 26 47 4 غرب سيدني واندررز 26 46 5 انتصار ملبورن 26 43 |
| الخصم | النتيجة | النتيجة | النتيجة | مباريات الإقصاء | الخصم | النتيجة | النتيجة | النتيجة |
| إعفاء | إعفاء | إعفاء | إعفاء | مباريات الإقصاء | ويسترن سيدني وانديررز | 2–1 (ملعب سيدني الغربي) | 2–1 (ملعب سيدني الغربي) | 2–1 (ملعب سيدني الغربي) |
| الخصم | المجموع | مباراة الذهاب | مباراة الإياب | نصف النهائي     | الخصم | المجموع | مباراة الذهاب | مباراة الإياب |
| ويسترن يونايتد | 4–1 | 3–0 (ملعب ملبورن) | 1–1 (ملعب ملبورن) | نصف النهائي     | نادي أوكلاند سيتي | 2–1 | 0–1 (ملعب ملبورن) | 2–0 (ملعب ماونت سمارت) |

### ملبورن سيتي
بعد تعيين أوريليو فيدمار مدربًا دائمًا، دخل ملبورن سيتي موسم 2024–25 كأحد أبرز المرشحين للفوز باللقب، بفضل الأداء القوي الذي قدّمه في مراحل مبكرة من الموسم، ما جعله مرشحًا بارزًا للتأهل إلى سلسلة النهائيات. استهل ملبورن سيتي موسمه بفوز 1–0 على نيوكاسل جيتس، قبل أن يتعرض لهزيمة 3–1 أمام غريمه في النهائي، ملبورن فيكتوري. استهل ملبورن سيتي موسمه بفوز 1–0 على نيوكاسل جيتس، قبل أن يتعرض لهزيمة 3–1 أمام غريمه في النهائي، ملبورن فيكتوري. واجه ملبورن سيتي نادي ويسترن يونايتد في الدور نصف النهائي، والذي أُقيم بنظام الذهاب والإياب لتحديد المتأهل إلى النهائي. في مباراة الذهاب، افتتح خيرمان فيريرا التسجيل لسيتي في الدقيقة 16، ثم أضاف يوناتان كوهن الهدف الثاني في الدقيقة 54، قبل أن يختتم ماثيو لكي الثلاثية في الدقيقة 72، لتنتهي المباراة بفوز ملبورن سيتي 3–0. في مباراة الإياب، افتتح عزيز بيهيتش التسجيل لصالح ملبورن سيتي في الدقيقة 20، قبل أن يُحرز نوح بوتيك هدف تقليص الفارق لـويسترن يونايتد في الدقيقة 66، لتنتهي المباراة بالتعادل 1–1، ويتأهل ملبورن سيتي إلى النهائي بمجموع 4–1. بهذا التأهل، بلغ ملبورن سيتي النهائي الكبير، ليكون أول نهائي في تاريخ البطولة يجمع بين قطبي ديربي ملبورن.

### ملبورن فيكتوري
بداء ملبورن فيكتوري موسمه بخسارة في نهائي كأس أستراليا 2024 تحت قيادة المدرب باتريك كيسنوربو. غادر باتريك كيسنوربو النادي بشكل مفاجئ متجهًا إلى يوكوهاما إف مارينوس، ليخلفه آرثر دايلز كمدرب مؤقت لـملبورن فيكتوري. في 31 يناير 2025، عُيّن ديليس رسميًا كمدرب للنادي.
أنهى ملبورن فيكتوري الموسم في المركز الخامس برصيد 43 نقطة، ما أهّله لخوض مباراة إقصائية خارج ملعبه أمام وسترن سيدني وندررز. قدم الجناح دانيال أرزاني تمريرتين حاسمتين أسفرتا عن هدفين، حيث سجل المدافع كاسي بوس ولاعب الوسط زين الدين ماشاش في الدقيقتين السابعة و42 على التوالي، معادلاً هدف وسترن سيدني وندررز الذي أحرزه زاك سابسفورد في الدقيقة 23.
انتهت المباراة بنتيجة 2–1، ليتأهل ملبورن فيكتوري إلى نصف النهائي.
أُقيمت مباراة الذهاب لنصف نهائي دوري أ-ليغ على ملعب ملبورن فيكتوري، ملعب ملعب ملبورن، في 17 مايو.2025 سجل لوجان روجرسون هدف المباراة الوحيد لصالح أوكلاند، ليمنح فريقه أفضلية 1–0. استضاف ملعب غو ميديا ستاديوم في أوكلاند مباراة الإياب بعد مرور أسبوع، حيث زادت سعة الملعب بمقدار 2700 مقعد لاستيعاب عدد أكبر من الجماهير. قبل أسبوع من مباراة الإياب، تعرض مدافع ملبورن فيكتوري بريندان هاميل لتمزق في الرباط الصليبي الأمامي، مما استدعى استدعاء قائد الفريق السابق رودريك ميرندا للمشاركة في التشكيلة. حافظ فريق أوكلاند على نتيجة الشوط الأول، لكن هدفيْن سريعَيْن في الشوط الثاني من زين الدين ماتشاك وبرونو فورنارولي حسمَا الفوز وتأهل ملبورن فيكتوري إلى النهائي .

## قبل المباراة

### اختيار الملعب
أكدت نتائج نصف النهائي استضافة ملبورن سيتي للنهائي الكبير على ملعبه المشترك، ملعب ملبورن المستطيل، في الأسبوع التالي. يتسع ملعب ملبرون لـ30,050 متفرجًا. كان هذا رابع نهائي يُقام على ملعب ملبورن، بعد نهائيات الأعوام 2015 و2021 و2022.

### التذاكر
بدأ بيع تذاكر المباراة في 26 مايو. بيع جميع التذاكر رسميًا في اليوم التالي.

### البث
بُثت المباراة على شبكة 10 باراماونت بيكتشرز في أستراليا، وعلى سكاي سبورت في نيوزيلندا، كما نُقلت عبر يوتيوب لبعض المشاهدين الدوليين. على الرغم من بث موسم الموسم العادي على ESPN3 في الولايات المتحدة، لم تُبث مباريات النهائيات أو النهائي الكبير في الولايات المتحدة، حيث لم تتوفر التغطية على ESPN أو يوتيوب.

### التحكيم
أُعلن عن حكام المباراة في 29 مايو، واختير آدم كيرسي لإدارة أول نهائي كبير له في دوري أبطال الرجال.

### تشكيل الفريق
أُعلن عن قوائم الفريقين للمباراة في 29 مايو.

### الملخص
سجل فريق ملبورن سيتي هدفًا مبكرًا عن طريق اللاعب الإسرائيلي يوناتان كوهين، وكان هذا الهدف الحاسم في اللقاء.
رفض طلب احتساب ركلة جزاء بعد لمسة يد اعتُبرت في موضع طبيعي داخل منطقة جزاء ملبورن سيتي، مما أثار خيبة أمل الجمهور.
خسارة فريق فيكتوري تعني فقدانه النهائي الكبير مرتين متتاليتين، وكانت هذه أول مشاركة لمدرب فيكتوري آرثر دايلس في نهائيات الدوري ولم تكن ناجحة.
| ملبورن سيتي      | 1–0   | ملبورن فيكتوري |
| ---------------- | ----- | -------------- |
| يوناتان كوهن 10' | تقرير |                |

| ملبورن سيتي | ملبورن فيكتوري |

| حارس مرمى              | 33 | أستراليا باتريك بيتش            |
| ظهير أيمن              | 13 | أستراليا ناثانييل أتكينسون      |
| قلب دفاع               | 22 | الأرجنتين جيرمان فيريرا         |
| قلب دفاع               | 27 | أستراليا كاي تروين              |
| ظهير أيسر              | 16 | أستراليا عزيز بيهيتش (القائد)   |
| وسط ميدان              | 6  | أستراليا ستيفن أوجاركوفيتش      |
| وسط ميدان              | 7  | أستراليا ماثيو ليكي 79'         |
| جناح أيمن              | 10 | إسرائيل يوناتان كوهين 33' 90+7' |
| وسط هجومي              | 30 | النمسا أندرياس كوين 79'         |
| جناح أيسر              | 23 | أستراليا ماركو تيلو 90+6'       |
| مهاجم مركزي            | 17 | أستراليا ماكس كابوتو 65'        |
| الاحتياط:              |    |                                 |
| حارس مرمى              | 18 | أستراليا داكوتا أوكشينام        |
| مدافع                  | 2  | أستراليا كالوم تالبوت 90+7'     |
| وسط ميدان              | 19 | أستراليا زين شرايبر             |
| وسط ميدان              | 21 | أستراليا أليساندرو لوباني 79'   |
| وسط ميدان              | 41 | أستراليا لورنس وونغ             |
| وسط ميدان              | 47 | أستراليا كافيان رحماني          |
| مهاجم                  | 35 | أستراليا ميدين ميمتي 65'        |
| المدير الفني:          |    |                                 |
| أستراليا أورليو فيدمار |    |                                 |

| حارس مرمى          | 25 | أستراليا جاك دنكان              |
| ظهير أيمن          | 22 | أستراليا جوشوا راولينز 73'      |
| قلب دفاع           | 21 | البرتغال رودريك ميرندا (القائد) |
| قلب دفاع           | 4  | أستراليا لاكلان جاكسون 74'      |
| ظهير أيسر          | 28 | أستراليا كاسي بوس               |
| وسط ميدان          | 6  | أستراليا ريان تيج 86'           |
| وسط ميدان          | 14 | أستراليا جوردى فالادون          |
| جناح أيمن          | 7  | أستراليا دانيال أرزاني 89'      |
| وسط هجومي          | 8  | فرنسا زين الدين ماتشاش 89'      |
| جناح أيسر          | 11 | البرازيل كلاريسماريو سانتوس 60' |
| مهاجم مركزي        | 10 | أستراليا برونو فورنارولي 74'    |
| الاحتياط:          |    |                                 |
| حارس مرمى          | 1  | أستراليا ميتشيل لانجراك         |
| مدافع              | 3  | كوت ديفوار أداما تراوري         |
| مدافع              | 16 | أستراليا جوشوا إنسيرا 78' 74'   |
| وسط ميدان          | 23 | أستراليا ألكسندر بادولاتو 60'   |
| وسط ميدان          | 27 | أستراليا رينو بيسوبو 89'        |
| مهاجم              | 9  | اليونان نيكوس فيرغوس 74'        |
| مهاجم              | 19 | أستراليا جينغ ريك 89'           |
| المدير الفني:      |    |                                 |
| أستراليا آرثر ديلز |    |                                 |

| أفضل لاعب (ميدالية جو مارستون): ماثيو ليكي (ملبورن سيتي) مساعدو الحكام: جورج لاكرينديس إيما كوسبيك الحكم الرابع: شون إيفانز حكم الفيديو المساعد: لارا لي مساعدو حكم الفيديو المساعد: أليكس كينغ كيرني روبنسون | قوانين المباراة: - 90 دقيقة. - 30 دقيقة وقت إضافي إذا لزم الأمر. - ركلات جزاء إذا استمر التعادل. - سبعة بدلاء مسجلين. - خمس تبديلات كحد أقصى، مع السماح بتبديل سادس في الوقت الإضافي. |